# Listă de filme avangardiste
Aceasta este o listă cronologică de filme avangardiste și experimentale, împărțită după decenii. Chiar dacă există uneori o suprapunere considerabilă între genurile avangardiste/experimentale și celelalte genuri (inclusiv filme documentare, de fantezie și science fiction); lista ar trebui să fie cât mai strâns legată de genul avangardist, chiar dacă genurile se amestecă.
- înainte de 1930
- anii 1930
- anii 1940
- anii 1950
- anii 1960: 1960–1964
- anii 1960: 1965–1969
- anii 1970
- anii 1980
- anii 1990
- anii 2000
- anii 2010
- anii 2020